# Lake Esau (Neuseeland)
Der Lake Esau ist ein See in der Region Southland auf der Südinsel von Neuseeland.

## Geographie
Der See befindet sich in der Mitte der Insel Great Island im Südwesten von Fiordland. Die Insel selbst ist von den Meeresarmen Return Channel, Taiari / Chalky Inlet und North Port umgeben.
Lake Esau besitzt eine längliche, in Südwest-Nordost-Richtung ausgerichtete Form und umfasst eine Fläche von rund 5,7 Hektar. Die Länge des Sees beträgt rund 470 m und die maximale Breite rund 130 m. Der auf einer Höhe von 105 m befindliche See besitzt einen Umfang von rund 1,13 km Länge. Die gesamten Uferregionen des Sees sind mit Büschen und Bäumen bewachsen.
Zwei weitere Seen befindet sich mit Lake Dobson und einem sehr kleinen unbenannten See im südwestlichen Teil der Insel.